# Neoguraleus huttoni
Neoguraleus huttoni är en snäckart som först beskrevs av E.A. Smith 1915.  Neoguraleus huttoni ingår i släktet Neoguraleus och familjen kägelsnäckor. Inga underarter finns listade i Catalogue of Life.